# Wilhelm Bader (Elektrotechniker)
Wilhelm Bader (* 1. August 1900 in Landau an der Isar; † 18. Juli 1984) war ein Pionier der Netzwerksynthese.

## Leben
Er leistete seinen Militärdienst als Kriegsfreiwilliger im Freikorps (1918–1920) und in der Wehrmacht (1939–1941). 1919 bis 1923 studierte er Elektrotechnik an der TH München. Als Diplomingenieur arbeitete er 1923 bis 1927 bei den Siemens-Schuckert-Werken in Berlin. 1927 bis 1931 war er Assistent am Messtechnischen Institut der TH München.
1939 übernahm er an der TH Stuttgart als Nachfolger von Fritz Emde den Lehrstuhl für Theoretische Elektrotechnik. Er hat der Feldtheorie das Arbeitsgebiet der Netzwerktheorie und dabei insbesondere der Synthese elektrischer Netzwerke hinzugefügt. Die Netzwerksynthese hat das Ziel, aus gegebenen Forderungen mit Hilfe mathematischer Verfahren ein zugehöriges realisierbares elektrisches Netzwerk zu finden.
Mit Erich Kamke, Ludwig Biermann, Karl Küpfmüller, Hans Piloty und Alwin Walther gehörte er der seit 1952 bestehenden Kommission für Rechenanlagen der DFG an.
1955 traf er Heinz Zemanek.
Von 1955 bis 1957 wirkte er als Rektor der Technischen Hochschule Stuttgart. Nach seiner Emeritierung im Jahre 1971 wurde sein Institut ab 1972 in zwei Institute aufgeteilt: Günther Lehner übernahm die Feldtheorie und Ernst Lüder im neugegründeten Institut für Netzwerk- und Systemtheorie die Arbeiten im Bereich der elektrischen Netzwerke, erweitert um die Systemtheorie.
Im Jahr 1972 erhielt er den VDE-Ehrenring.

## Schriften
- Die Synthese als Hilfsmittel elektrotechnischer Entwicklung. In: Reden bei der Rektoratsübergabe am 4. Mai 1955.[4]